# Macellicephala aciculata
Macellicephala aciculata är en ringmaskart som först beskrevs av Moore 1910.  Macellicephala aciculata ingår i släktet Macellicephala och familjen Polynoidae. Inga underarter finns listade i Catalogue of Life.